# Hessea tenuipedicellata
Hessea tenuipedicellata là một loài thực vật có hoa trong họ Măng tây. Loài này được Snijman mô tả khoa học đầu tiên năm 1999.